# The Ragpicker’s Dream
The Ragpicker's Dream to trzeci solowy album Marka Knopflera (nie licząc płyt z muzyką filmową) nagrany przez tego artystę po zawieszeniu działalności przez zespół Dire Straits.
Z wyjątkiem pierwszego utworu przypominającego nieco piosenki Dire Straits z końcowego okresu działalności tej grupy, kompozycje na tej płycie mają wyraźny folkowy charakter i są wyraźnie inspirowane muzyką z obu stron Atlantyku – słychać w nich zarówno wpływy folkowej muzyki europejskiej jak i amerykańskich stylów country i blues.
Ragpicker's Dream nie jest w co prawda albumem koncepcyjnym, ale jego autor wyraźnie trzyma się jednego tematu, wszystkie piosenki zawarte na nim opowiadają o skromnych, czasami biednych ludziach i ich codziennych problemach.
Otwierający płytę "Why Aye Man" opowiada historię robotników przemieszczających się po Europie w poszukiwaniu pracy – w warstwie muzycznej jest to typowy rockowy utwór ale i w nim słychać dość wyraźny miejscami wpływ muzyki celtyckiej - jako jedyny chyba utwór z tej płyty mógłby się on znaleźć na płycie Dire Straits.  "Devil Baby" to opowieść o postaciach pracujących w cyrku, a "Quality Shoe" ciekawa mieszanka country i muzyki hawajskiej to opowieść sprzedawcy butów.
Kolejnym utworem opowiadającym o robotniku podróżującym w poszukiwaniu pracy to "Fare Thee Well Northumberland", pomimo że sama piosenka umiejscowiona jest w Anglii, to utwór ma dość wyraźny bluesowy charakter.
Ragpicker's Dream podobnie jak inne solowe albumy Knopflera nie był spektakularnym sukcesem komercyjnym ale nie zawiódł fanów tego artysty i większość z zawartych na nim piosenek jest grana przez artystę w czasie koncertów.

## Lista utworów
1. Why Aye Man
2. Devil Baby
3. Hill Farmer's Blues
4. A Place Where We Used To Live
5. Quality Shoe
6. Fare Thee Well Northumberland
7. Marbletown
8. You Don't Know You're Born
9. Coyote
10. The Ragpicker's Dream
11. Daddy's Gone To Knoxville
12. Old Pigweed